# 披耶之火
《披耶之火》（羅馬化：Ohm! Phraya Fai）是一部由9 Bever Films制作，那塔朋·莱亚翁（Biw）、帕妮查达·姍苏万（Jammie）领衔主演的泰国动作奇幻爱情剧。此剧改编自同名泰语小说，剧情主要讲述了寻找龙婆披耶辉被盗佛像的故事，2025年1月29日起每周一至周五晚上7时通过泰国第7电视台播出。

## 演员阵容
- 那塔朋·莱亚翁（Biw）
- 帕妮查达·姍苏万（Jammie）
- 凡妮莎·贝弗（Sa）